# Malaïa Zemlia
Bataille du Caucase de la Seconde Guerre mondiale
Malaïa Zemlia (russe : Малая Земля) était un avant-poste soviétique situé sur le cap Miskhako (russe : Мысхако), zone à l'ouest de la baie de Tsemes sur la mer Noire, qui fut reprise après les combats avec les Allemands lors de la bataille du Caucase dans la nuit du 4 février 1943. Cet épisode a ouvert la voie à une attaque soviétique contre les forces allemandes à Novorossiïsk.
Le cap Miskhako est associé à la position prise par le contingent de 800 hommes de l'infanterie navale soviétique contre les Allemands pendant la Seconde Guerre mondiale. Les forces spéciales sont larguées pendant les fortes tempêtes hivernales par la flotte soviétique de la mer Noire, après la tentative infructueuse de débarquement à Malajïa Ozereïevka. Malaïa Zemlia est initialement planifiée en tant qu'opération leurre, mais après l'échec d'un second débarquement à Bolchaïa Ozereïevka à la suite d'une embuscade, le plan offensif est retravaillé et Malaïa Zemlia devint le site de débarquement principal. Lors de l'opération de sécurisation de la tête de pont, les forces soviétiques subissent une contre-offensive allemande accompagnée d'un appui aérien.
Le chef du commando, le major Tsezar Lvovitch Kounikov, est mortellement blessé et meurt le 14 février 1943. Il reçut à titre posthume la plus haute distinction soviétique de héros de l'Union soviétique. Le maître d'échecs Mark Stolberg (en) fut porté disparu pendant la bataille.
La bataille fit l'objet du premier livre de la trilogie de Brejnev (en), qui exagère le rôle de Léonid Brejnev sur le front de l'Est.